# Berliner Philharmoniker

Logo der Berliner Philharmoniker

Die Berliner Philharmoniker (frühere Bezeichnung Berliner Philharmonisches Orchester) sind ein deutsches Sinfonieorchester. Sie gelten als eines der weltweit führenden Ensembles.
Das seit 1882 bestehende Orchester ist seit 2002 als Stiftung des öffentlichen Rechts unter Trägerschaft des Landes Berlin organisiert. Die Berliner Philharmoniker verfügen derzeit über 128 Planstellen. Nachdem das alte Stammhaus 1944 während des Zweiten Weltkriegs zerstört wurde, ist seit 1963 die von Hans Scharoun konzipierte neue Berliner Philharmonie am Kemperplatz in Berlin-Tiergarten die Heimstätte des Ensembles.

## Geschichte

### Gründung
Als Ahnvater der Berliner Philharmoniker kann der aus dem schlesischen Liegnitz stammende Dirigent Johann Ernst Benjamin Bilse (1816–1902) angesehen werden. Das ehemalige Mitglied der Kapelle von Johann Strauss (Vater) stellte 1867 ein Orchester zusammen, mit dem er im neuerbauten Concerthaus an der Leipziger Straße regelmäßig Konzerte gab. Die sogenannten „Bilsekonzerte“ waren bald äußerst populär. Zunehmend nahm Bilse aber auch sogenannte Ernste Musik ins Repertoire seines Ensembles auf. Ein prominenter Gastdirigent wurde Richard Wagner.
Anfang Januar 1882 gab die von Hans von Bülow geleitete Meininger Hofkapelle, seinerzeit das führende Orchester im deutschsprachigen Raum, ein Konzert in der Sing-Akademie zu Berlin. Dieser Auftritt wurde von der Presse stürmisch gefeiert. Die Berliner Zeitung schrieb: „Vielleicht gibt dieser Erfolg gewissen Kreisen Veranlassung, dem großen Dirigenten ein anderes Pult zuzuweisen wie in Meiningen. Wir brauchen uns wohl nicht erst deutlicher auszudrücken.“ Die Öffentlichkeit schloss sich der Forderung an, für die neue Reichshauptstadt Berlin einen repräsentativen Klangkörper unter der Leitung des überragenden Künstlers Hans von Bülow zu schaffen.
Ein paar Monate später kam es in der Bilse-Kapelle zur Revolte. Für eine Konzertfahrt nach Warschau hatte Bilse Fahrkarten der vierten Klasse besorgt, worüber die ansonsten schon unterbezahlten Musiker verärgert waren, und 54 unter ihnen beschlossen nun, ihr eigenes Orchester zu gründen, das sie selbst regieren und verwalten wollten. Sie verpflichteten sich zum „gegenseitigen unverbrüchlichen Zusammenhalten“ und zur persönlichen Haftung für die Ausgaben des Ensembles. Der 1. Mai 1882 war der Gründungstag des neuen Orchesters. Seit 1991 erinnern die Philharmoniker am 1. Mai mit dem  Europakonzert an diesen Tag. Dieses findet jeweils an einem kulturgeschichtlich bedeutenden Ort in Europa statt und wird weltweit von Rundfunk- und Fernsehanstalten übertragen.

### Erste Jahre
Die ersten Konzerte des neu gegründeten Orchesters fanden unter dem Namen „Frühere Bilsesche Kapelle“ in dem Charlottenburger Gartenlokal „Flora“ statt. Künstlerischer Leiter war Ludwig von Brenner (1833–1902). Gespielt wurde wie bei Bilse überwiegend Unterhaltungsmusik. Im Sommer 1882 übernahm der Konzertagent Hermann Wolff die Organisation des Orchesters, das von da an den Namen „Berliner Philharmonisches Orchester“ führte. Wolff fand für die Philharmoniker eine ehemalige Rollschuhbahn in der Bernburger Straße als festen Auftrittsort.
Im gleichen Jahr führte Wolff Abonnementskonzerte für ein gebildetes Publikum ein – die „Philharmonischen Konzerte“.
Sing-Akademie-Direktor Martin Blumner schrieb zur damaligen Qualität des neuen Orchesters: „Mit höchst erfreulichem Gelingen wirkte es bei uns zum ersten Male im Oktober desselben Jahres (1882) in meinem Oratorium ‚Der Fall Jerusalems‘ mit, einen so schönen reinen Wohlklang und so vortreffliche musikalische Sicherheit bekundend, wie wir es lange schmerzlich vermisst hatten“.
Einflussreiche Dirigenten der ersten Jahre waren Ernst Rudorff (Dirigent des ersten Konzerts am 5. Mai 1882), Franz Wüllner, Karl Klindworth und der Geiger Joseph Joachim. Gastdirigenten dieser Zeit waren 1884 Johannes Brahms, 1888 Peter Tschaikowski und 1889 Edvard Grieg, die eigene Werke aufführten.
An mehreren Tagen in der Woche wurden außerdem weiterhin, unter der Leitung anderer Dirigenten, „populäre Konzerte“ veranstaltet, damit die Musiker ihren Lebensunterhalt bestreiten konnten.

### Überblick Chefdirigenten
- Hans von Bülow (1887–1892)
- Arthur Nikisch (1895–1922)
- Wilhelm Furtwängler (1922–1934 und 1952–1954) – 1934 verzichtete er auf das Amt, dirigierte jedoch weiterhin; 1945 erhielt er Auftrittsverbot[6]
- Herbert von Karajan (1954–1989)
- Claudio Abbado (1989–2002)
- Simon Rattle (2002–2018)
- Kirill Petrenko (seit 2019)

Bülow, Nikisch, Furtwängler und Karajan blieben bis zu ihrem Tod Chefdirigent. Nicht zu den Chefdirigenten gezählt werden:
- Ludwig von Brenner, er leitete das Orchester in der Anfangszeit (1882–1887)
- Leo Borchard (Mai – August 1945) und Sergiu Celibidache (1945–1952), die Furtwängler nach dessen Auftrittsverbot vertraten

### Hans von Bülow

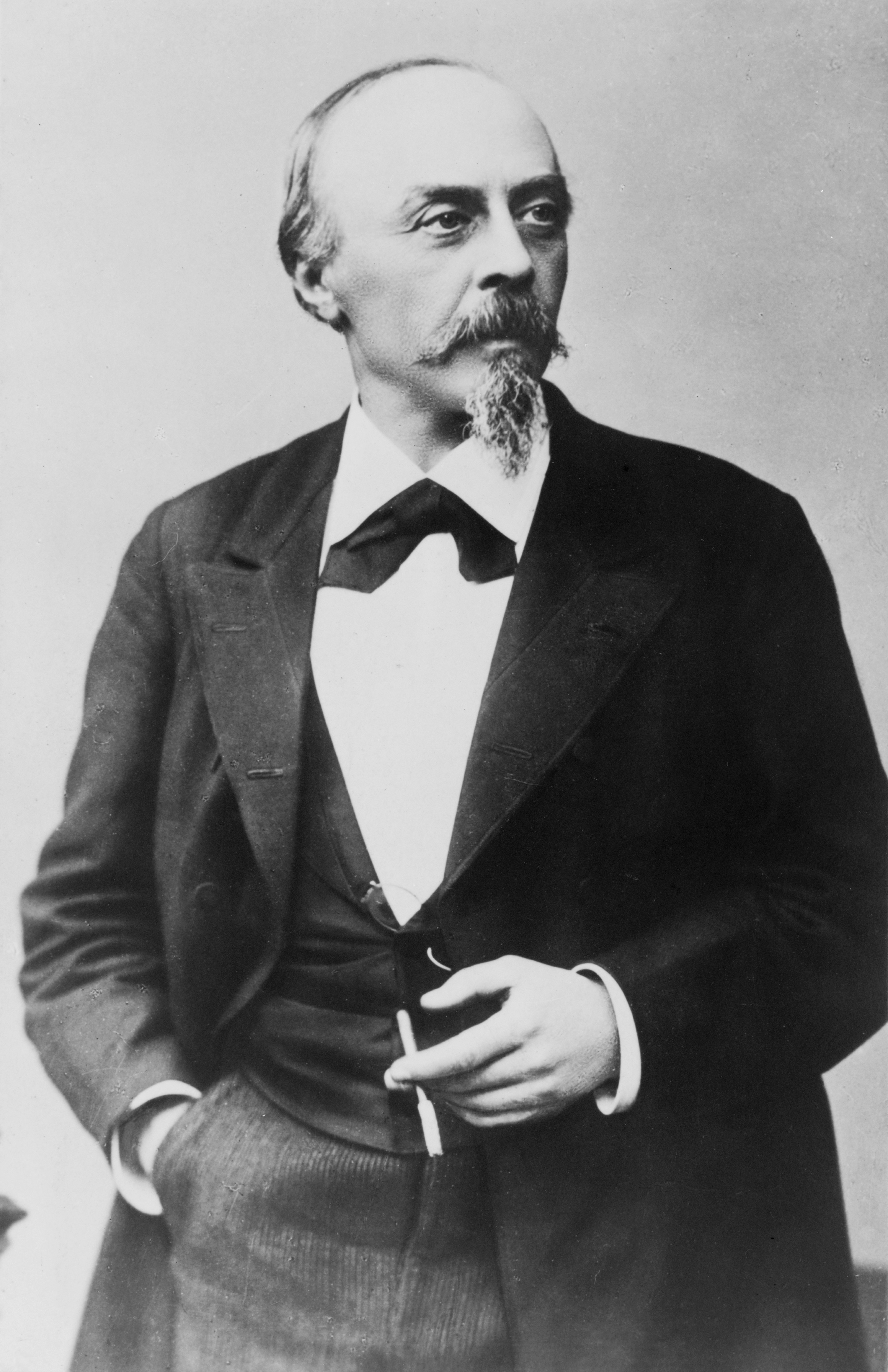
Hans von Bülow

1887 schließlich engagierte Wolff als Chefdirigenten Hans von Bülow (1830–1894), der als Schüler von Friedrich Wieck, Franz Liszt und Richard Wagner auf internationalem Parkett sowohl als Dirigent als auch als Pianist anerkannt war. Als Hofkapellmeister hatte er in den Jahren 1880 bis 1887 die Meininger Hofkapelle zu einem Spitzenorchester geformt, das Tourneen durch ganz Deutschland veranstaltete. „Bülow war Bahnbrecher im Hinblick auf einen Wandel der Funktion des Dirigenten. War dieser früher in erster Linie Taktschläger im Sinne einer Orientierungshilfe für die Orchestermusiker gewesen, so trat er nun als Interpret zum Vorschein. Dessen Aufgabe bestand nach Bülow nunmehr darin, ‚das Verborgene an das Tageslicht [zu] befördern‘.“ Bülow führte bei den Berliner Philharmonikern eine eiserne Disziplin ein. In stundenlangen und harten Proben formte er während seiner Amtszeit das Ensemble zum Eliteorchester Deutschlands. „Bülow verlangte von sich und den ihm Anvertrauten höchste Konzentration, heiligen Ernst für eine heilige Aufgabe, Aufmerksamkeit für jede Note wie für das Ganze […]“.
Bülow setzte durch, dass während seiner Konzerte keine Speisen und Getränke mehr serviert und verzehrt werden durften. Auch Gespräche hatten zu unterbleiben, und es herrschte Rauchverbot. Berühmt, mitunter auch berüchtigt, waren auch die Ansprachen Bülows an das Publikum, bei denen er nicht nur die dargebotenen Werke kommentierte, sondern zuweilen auch die Tages- und Kulturpolitik. „Mitunter waren seine Hinwendungen zum Publikum auch nonverbaler Art. Sie galten etwa fächerschwingenden Damen, die er so lange anzustarren pflegte, bis sie die Arme sinken ließen.“
Der „Berliner Courier“ schrieb am 15. Januar 1888 über eines der Konzerte Bülows: „Wie er dasteht, das scharfe Profil seitwärts gewendet, den Klemmer auf der Nase, wie er vom ersten Moment an den Tactstock in sichern, festen Zügen führt […] als wäre es ein Zauberstab in seiner Hand […] er hebt den Spieler zu sich empor, entlockt ihm den Ton, den er haben will. […] Wie dieser einzige Dirigent das Orchester an seinem Zauberstab führt […], das lässt sich nur schwer beschreiben …“.
1888 wurde die ehemalige Rollschuhbahn zur Philharmonie umgebaut als bestuhlter Konzertsaal ohne Tische.
Bülow leitete das Orchester bis 1892. Es folgten zwei Jahre ohne Chefdirigenten, bis Arthur Nikisch das Amt übernahm. Die meisten Konzerte in der Zwischenzeit leitete Richard Strauss.
Seit den 1970er Jahren wird von den Berliner Philharmonikern die Hans-von-Bülow-Medaille vergeben. Damit ehrt das Orchester sowohl seinen ersten Chefdirigenten Hans von Bülow wie auch Musiker – insbesondere Dirigenten – für ihre Verbundenheit mit dem Orchester.

### Arthur Nikisch
1895 wurde der gebürtige Ungar Arthur Nikisch (1855–1922) zum Chefdirigenten „auf Lebenszeit“ berufen. Er hatte dieses Amt 27 Jahre lang inne.
Nikisch führte die Philharmoniker zu europaweitem Ruhm. Gastspielreisen führten die Philharmoniker nach Russland, in die Schweiz, Belgien, Frankreich, Italien, Spanien und Portugal. Internationale Stars wie Pablo de Sarasate, Eugène Ysaÿe, Fritz Kreisler, Pau Casals und das elfjährige Wunderkind Jascha Heifetz gastierten mit den Philharmonikern.
1913 nahmen die Philharmoniker für die Deutsche Grammophon erstmals in der Geschichte der Schallplatte eine vollständige Sinfonie auf; Beethovens Fünfte wurde unter Nikischs Leitung eingespielt und auf vier Schellackplatten gepresst.

### Wilhelm Furtwängler
Erste Amtszeit

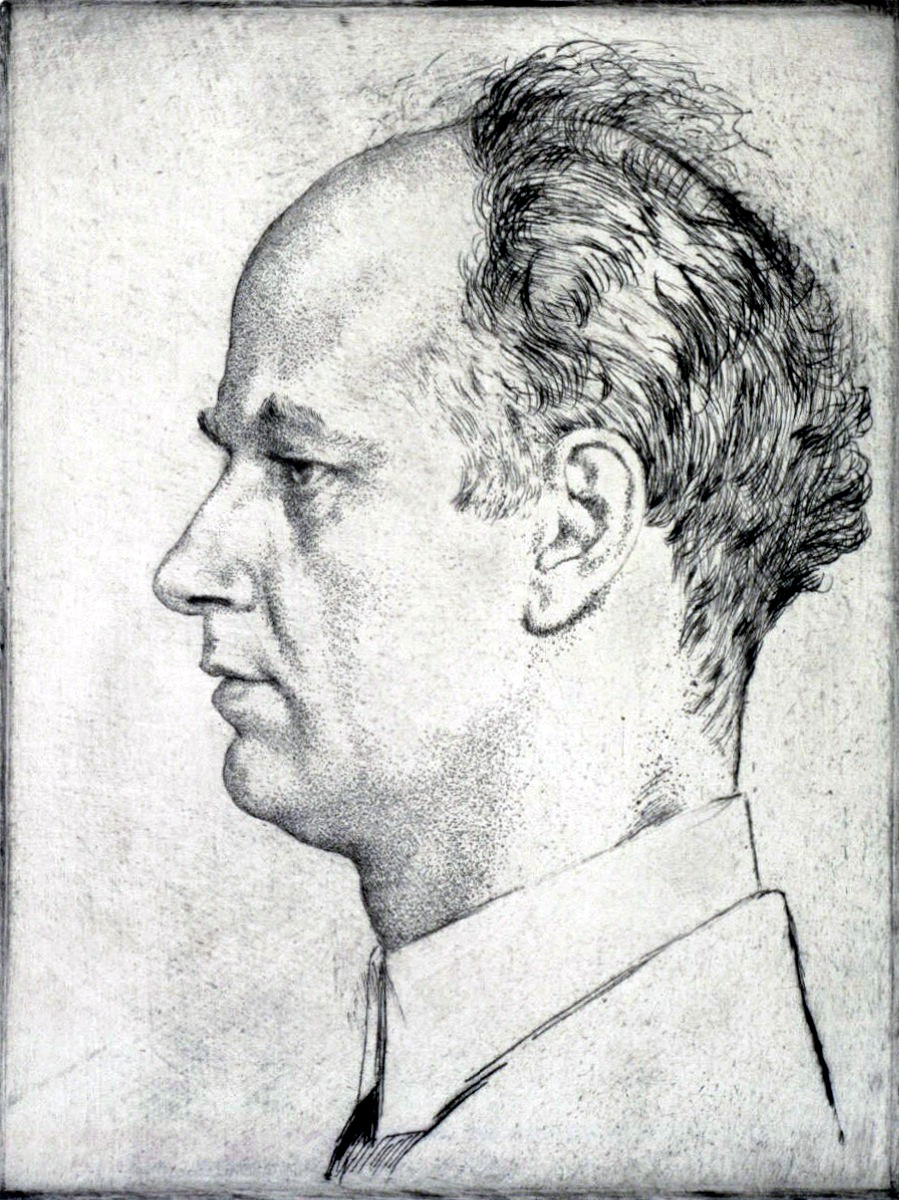
Porträt von Wilhelm Furtwängler gezeichnet von Emil Orlik, 1928

Nach Nikischs Tod im Jahr 1922 wurde Wilhelm Furtwängler (1886–1954), bis dahin Leiter der Staatsoper Unter den Linden, als neuer Chefdirigent engagiert. Unter Furtwängler, einer der führenden Dirigentenpersönlichkeiten der ersten Hälfte des 20. Jahrhunderts, erlangten die Berliner Philharmoniker Weltgeltung. Zahlreiche Werke namhafter Komponisten wie Rachmaninow, Prokofjew, Strawinsky, Ravel wurden durch das Orchester uraufgeführt. Einen Höhepunkt während der 1920er Jahre bildete 1929 der Auftritt des Wunderkindes Yehudi Menuhin mit den Philharmonikern unter Bruno Walters Leitung, bei dem der Zwölfjährige Violinkonzerte von Bach (E-Dur), Beethoven und Brahms spielte.
Furtwängler fühlte sich in erster Linie der Wiener Klassik und Spätromantik verbunden und ist in die Musikgeschichte als der große Deuter des deutschen Musikerbes eingegangen. Interpretation begriff er dabei als einen Akt musikalischer Neuschöpfung. 1934 schrieb er dazu in einem Aufsatz: „Man stelle sich die Situation des Schaffenden vor: Sein Ausgangspunkt ist das Nichts, sozusagen das Chaos; sein Ende das gestaltete Werk. Der Weg dahin, also … das ‚Gestaltwerden‘ des Chaos, vollzieht sich ihm im Akt der Improvisation.“ Dies manifestierte sich auch in Furtwänglers suggestiver Zeichengebung. „Auf diese Weise trat die Musik in ihrer ursprünglichen Voraussetzungslosigkeit in Erscheinung; altbekannte Symphonien wurden völlig neu erlebt.“ Werner Thärichen, Paukist der Philharmoniker, beschrieb das Phänomen Furtwängler folgendermaßen: „… daß ein Mensch das Orchester und alle Zuhörer in einen solchen Rausch versetzen konnte, war überhaupt nicht zu fassen. In London sprangen die Besucher noch während des Konzertes von den Sitzen: Sie waren außer sich, benommen, elektrisiert.“
Als in den frühen 1930er Jahren die wirtschaftliche Rezession das Orchester in seiner Existenz bedrohte, übernahmen 1932 die Stadt Berlin, das Deutsche Reich und der Rundfunk die finanziellen Garantien. Im Gegenzug dafür mussten sich die Philharmoniker verpflichten, Volks-Symphoniekonzerte und Schulkonzerte zu geben.
Nach der nationalsozialistischen Machtergreifung 1933 übernahm das Reich die finanzielle Sicherung des Orchesters. Im selben Jahr erhielt das Orchester den Titel Reichsorchester, das Joseph Goebbels unterstand. Zum ersten Mal waren die Philharmoniker kein Lohnorchester mehr, sondern wurden staatlich subventioniert und konnten somit auf die lästigen „Populären Konzerte“ verzichten. Als solchermaßen deutsches Vorzeigeorchester konnten sie – und mit ihnen Furtwängler – als Repräsentanten des NS-Staats betrachtet werden. Die vier Juden aus dem Orchester wurden von den Nazis in das Exil getrieben.
Rücktritt 1934
1934 führte Furtwängler mit den Philharmonikern Musik des verbotenen Mendelssohn auf, dirigierte außerdem die Uraufführung von Paul Hindemiths Sinfonie Mathis der Maler und verteidigte öffentlich den als „entartet“ geltenden Komponisten Hindemith. Im Zuge des daraus resultierenden Skandals wurde er im selben Jahr genötigt, von sämtlichen Ämtern zurückzutreten. Er dirigierte die Philharmoniker künftig nur noch als Gastdirigent. Von 1934 bis 1952 hatte das Orchester formell keinen Chefdirigenten. Noch 1935 führten die Philharmoniker Mendelssohns Violinkonzert mit dem Virtuosen Georg Kulenkampff unter der Leitung von Max Fiedler auf.
Nachdem sich 1935 die Konzertagentur Wolff selbst aufgelöst hatte, um einer drohenden „Arisierung“ zuvorzukommen, wurde die Stelle eines Intendanten geschaffen. Der erste war Hans von Benda, der später ein Berliner Kammerorchester gründete und leitete. Sein Nachfolger wurde 1939 Gerhart von Westerman, der mit einer Unterbrechung zwischen 1945 und 1952 diese Stellung bis 1959 innehatte.
Furtwängler dirigierte im April 1942 zu Hitlers Geburtstag Beethovens Neunte Symphonie mit den Berliner Philharmonikern. Die letzten Minuten der Aufführung wurden gefilmt; am Ende kommt Goebbels an das Podium, um Furtwängler die Hand zu schütteln. Dieses Konzert führte nach dem Krieg zu Kritik an Furtwängler.
Das letzte Konzert der Philharmoniker vor Kriegsende fand am 16. April 1945 im Beethovensaal statt.
Nachkriegszeit
Nach dem Krieg wurde Furtwängler von der amerikanischen Besatzungsmacht als politisch belastet eingestuft und erhielt Auftrittsverbot bis zum Abschluss eines Entnazifizierungsverfahrens, obwohl er niemals Parteimitglied gewesen war. Das erste Konzert nach dem Krieg fand bereits am 26. Mai 1945 im Steglitzer Titania-Palast statt, einem umgebauten Kino. Dirigiert wurde es von dem gebürtigen Russen Leo Borchard (1899–1945). Drei Monate später wurde Borchard am 23. August 1945 von einem amerikanischen Besatzungssoldaten an der britisch-amerikanischen Sektorengrenze erschossen, als sein Fahrer ein Handzeichen zum Anhalten nicht verstand.

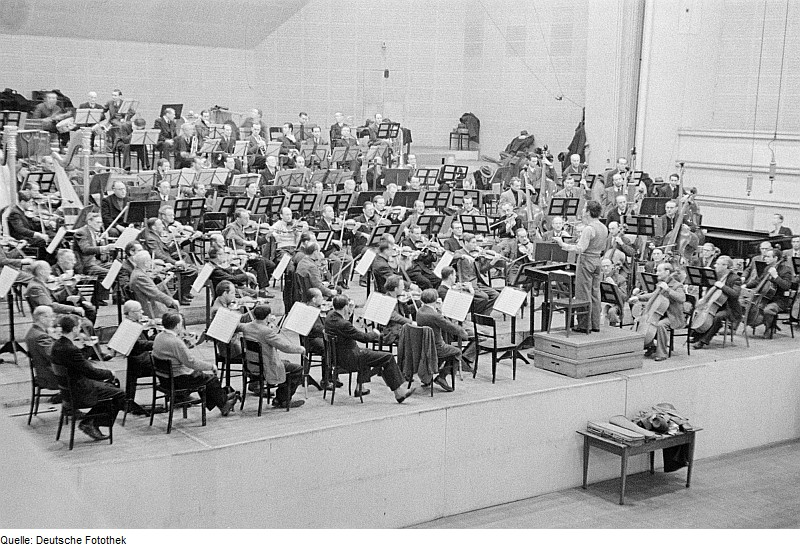
Sergiu Celibidache als Dirigent der Berliner Philharmoniker 1946

Borchards Nachfolger war der seinerzeit noch völlig unbekannte Sergiu Celibidache (1912–1996). Am 29. August 1945 feierte er, bis dahin ohne Dirigiererfahrung und erarbeitetes Repertoire, einen Debüterfolg. Er leitete nun ad interim die Berliner Philharmoniker bis zu Furtwänglers Wiedereinsetzung als Chefdirigent im Jahr 1952. Im Gegensatz zu Furtwängler und vor allem zu Karajan war Celibidache extrem „technikfeindlich“, was sich unter anderem darin ausdrückte, dass er Schallplattenaufnahmen grundsätzlich ablehnte. Eine seiner bevorzugten Solistinnen war die kroatische Pianistin Branka Musulin.
Im Frühjahr 1947 stand Furtwängler, nachdem sein Auftrittsverbot aufgehoben worden war, wieder am Pult der Philharmoniker. Am 30. September 1947 trat Yehudi Menuhin demonstrativ an der Seite des Anfeindungen ausgesetzten Furtwängler im Titania-Palast auf und spielte mit den Philharmonikern Beethovens Violinkonzert. Furtwängler und Celibidache waren während der folgenden Jahre gemeinsam künstlerische Leiter des Orchesters. 1948 reiste das Orchester auf seiner ersten Auslandstournee nach dem Krieg mit Furtwängler und Celibidache nach England.
1952 wurden die Philharmoniker vom Land Berlin übernommen und Furtwängler erhielt einen Vertrag als Chefdirigent auf Lebenszeit.

### Herbert von Karajan

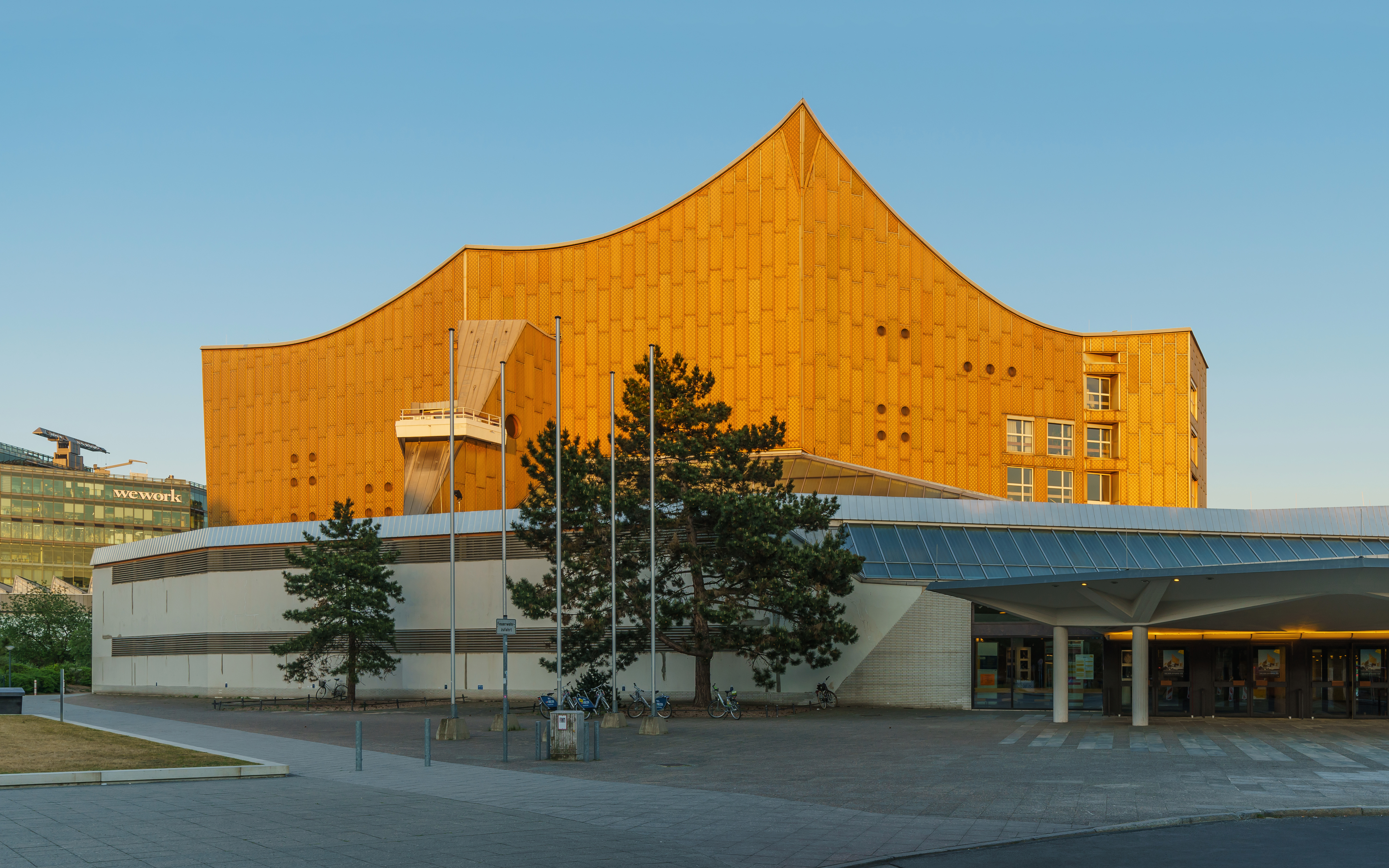
Berliner Philharmonie, Haupteingang

Nach Furtwänglers Tod im November 1954 wurde Herbert von Karajan (1908–1989) zum Chefdirigenten gewählt. Er leitete das Orchester 34 Jahre, länger als jeder andere. In Karajans Amtszeit wurde 1963 die neu errichtete Philharmonie, erbaut von Hans Scharoun, eröffnet.
„War Furtwängler die Dirigentenpersönlichkeit der ersten Hälfte des 20. Jahrhunderts schlechthin, so war Karajan zweifelsohne der große Dirigent der zweiten Hälfte.“ War Furtwängler der Intuition verpflichteter Philosoph am Dirigentenpult, so war Karajan Klangmagier, ein ekstatischer Macher von eiserner Selbstdisziplin. Karajans Auftakte waren exakt, doch dafür verzichtete er darauf, Einsätze zu geben, um auf diese Weise die Musiker dazu zu zwingen, optimal aufeinander zu hören. Meist dirigierte er mit geschlossenen Augen. „Der berühmte volle und seidene Klang der Berliner Philharmoniker, der zu ihrem Markenzeichen wurde, hat sich unter seiner Leitung erst in seiner ganzen Pracht entfaltet.“
Karajan war stark von der Technik fasziniert. Sein Orchester betrachtete er als Perfektionsinstrument, das er immer mehr vervollkommnen wollte. Unter seiner Leitung entstanden zahlreiche Schallplatteneinspielungen vor allem aus dem Repertoire der Wiener Klassik und Romantik. Darunter befand sich die 1961/62 produzierte Gesamtaufnahme der Beethoven-Sinfonien, welche die weltweit erste Orchesterproduktion auf Stereoschallplatte war. Der Technikfaszination Karajans war es zu verdanken, dass die Philharmoniker mit zu den ersten gehörten, die ab 1980 das digitale Aufnahmeverfahren testeten. 1982 wurde von ihrer Aufnahme der Alpensinfonie von Richard Strauss eine der weltweit ersten Audio-CDs hergestellt. Im gleichen Jahr erschienen zum 100-jährigen Bestehen der Berliner Philharmoniker unter dem Namen Serie Galerie 50 Schallplatten mit 100 Meisterwerken unter seiner Leitung mit weltbekannten Solisten und Konzertsängern. Als Plattencover und Bildbeilagen wurden bis dahin unveröffentlichte Bilder verwendet, gemalt von seiner Frau, Eliette von Karajan.
Herbert von Karajan gründete 1967 die Salzburger Osterfestspiele, bis 2012 mit den Berliner Philharmonikern. Unter anderem wurden dort Wagners gesamter Ring des Nibelungen, Beethovens Fidelio und zahlreiche populäre Opern Verdis und Puccinis erarbeitet und aufgezeichnet. Außerdem rief er 1973 die Salzburger Pfingstkonzerte ins Leben.
Unter Karajan kam es erstmals zum Engagement von Frauen in dem traditionellen Männerorchester. 100 Jahre nach der Gründung wurde 1982 die Geigerin Madeleine Carruzzo als erste Frau Mitglied der Berliner Philharmoniker. Im selben Jahr wollte Karajan die Klarinettistin Sabine Meyer einstellen. Die Orchesterversammlung lehnte Meyer jedoch ab, was Karajan verärgerte. Er drohte per Brief mit der Streichung von Tourneen, Festspielen und Aufnahmen, was das Orchester finanziell geschädigt hätte. Der Streit eskalierte weiter, als der Intendant Peter Girth im Januar 1983 trotz des ungeklärten Konflikts Meyer einen Vertrag gab. Die Krise wurde schließlich mit Hilfe eines Mediators aufgelöst.
Namhafter Intendant der Philharmoniker in der Ära Karajan war von 1959 bis 1978 sowie von 1984 bis 1986 Wolfgang Stresemann, der auch Bücher über die Philharmoniker und Karajan verfasste. Wegen gesundheitlicher Probleme und Differenzen mit dem Orchester und Berliner Politikern erklärte Karajan im April 1989 seinen Rücktritt; er starb am 16. Juli desselben Jahres an einem Herzinfarkt.

### Claudio Abbado

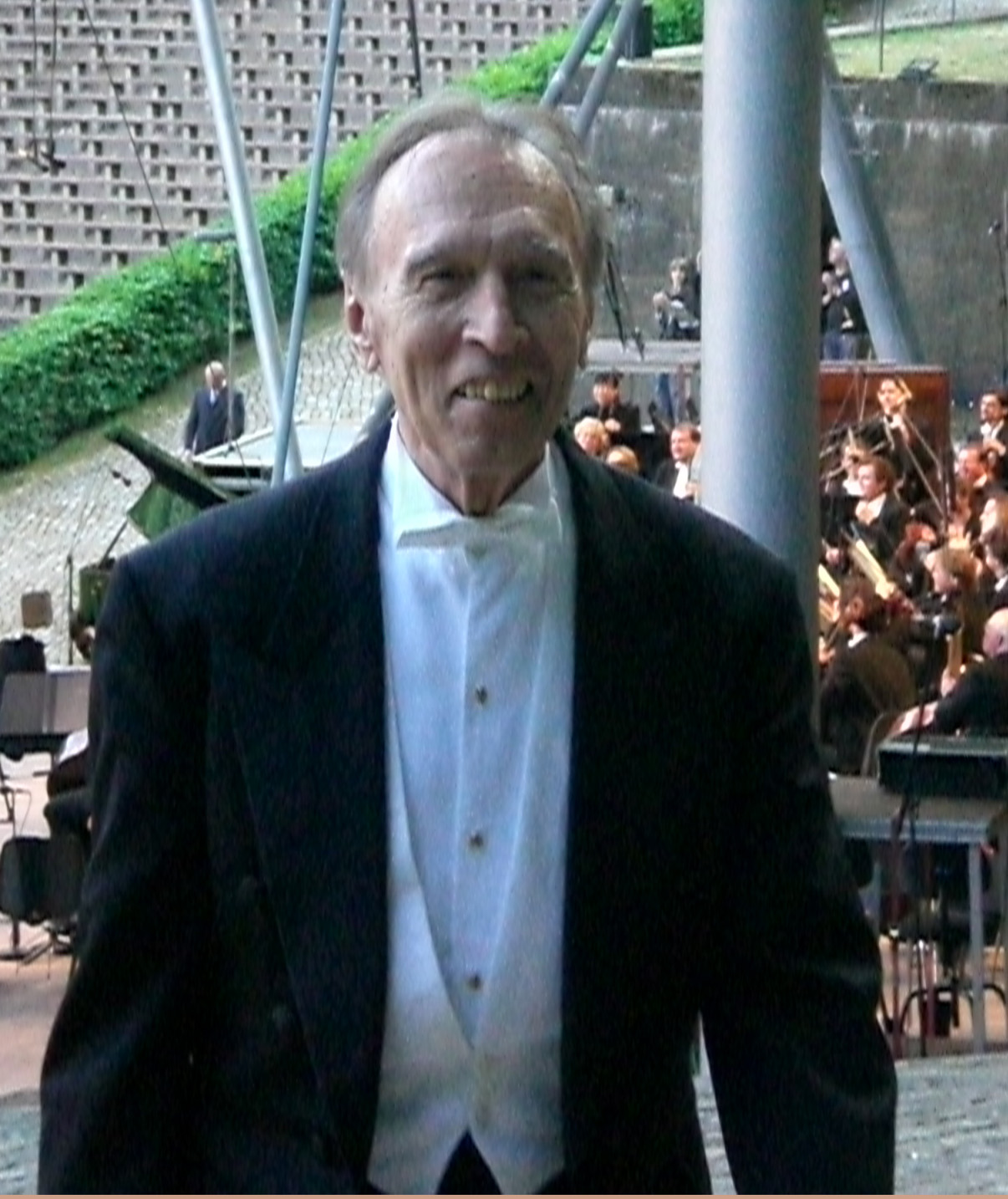
Claudio Abbado 2008 als Gastdirigent anlässlich eines Waldbühnenkonzerts des Orchesters

Karajans Nachfolger wurde Claudio Abbado (1933–2014), der das Orchester bereits 1966 zum ersten Mal dirigiert hatte. Abbado setzte neue Akzente. Jede Spielzeit war einem bestimmten Thema gewidmet: der Lyrik Hölderlins, Goethes Faust, der griechischen Antike, Shakespeare, Alban Berg und Georg Büchner, Der Wanderer, Tristan und Isolde – Der Mythos von Liebe und Tod und Musik ist Spaß auf Erden. Seine letzte Spielzeit stand unter dem Motto: „Zum Raum wird hier die Zeit – Parsifal-Zyklus“.
Während Abbados Amtszeit gingen viele altgediente Musiker in den Ruhestand und wurden durch junge Nachrücker ersetzt, das Orchester wurde somit deutlich verjüngt. Im Februar 1998 erklärte Abbado, seinen bis 2002 laufenden Vertrag nicht verlängern zu wollen.

### Simon Rattle

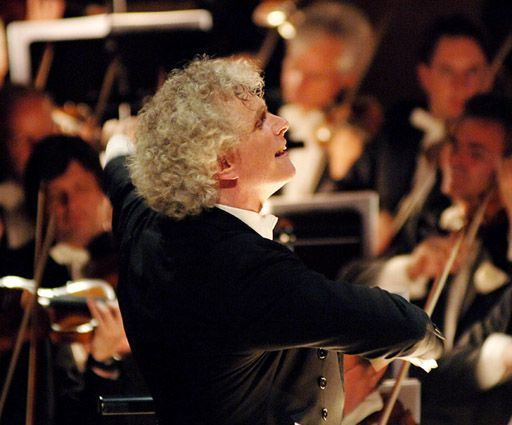
Sir Simon Rattle dirigiert Wagners Rheingold im Konzert mit den Berliner Philharmonikern (2006)

Im Juni 1999 wählte das Berliner Philharmonische Orchester den Briten Simon Rattle (* 1955) zu seinem Chefdirigenten. Rattle kann als eine der charismatischsten Dirigentenpersönlichkeiten der Gegenwart angesehen werden. Er hatte die Philharmoniker erstmals 1987 dirigiert.
Mit Rattles Amtsantritt im Jahr 2002 wurde das Orchester neu organisiert, das bis dahin eine Art Doppelleben geführt hatte. Es gab einerseits das Berliner Philharmonische Orchester im Status einer nachgeordneten Behörde, die dem Kultursenator unterstellt war. Daneben existierten andererseits die Berliner Philharmoniker als Gesellschaft bürgerlichen Rechts, die vor allem Schallplattenaufnahmen machte und damit zusätzliche Einkünfte erzielte, die den Musikern, nicht jedoch der Stadt Berlin zugutekamen. Beide Organisationen wurden aufgelöst und in die öffentlich-rechtliche Stiftung Berliner Philharmoniker überführt, die vor allem durch die Deutsche Bank als Hauptsponsor unterstützt wird. Diese Neuorganisation war u. a. eine Bedingung Rattles für seinen Amtsantritt gewesen.
Von 2006 bis 2010 war Pamela Rosenberg Intendantin der Berliner Philharmoniker. Von September 2010 bis Sommer 2017 war Martin Hoffmann Intendant der Berliner Philharmoniker. Zur Spielzeit 2017/18 übernahm Andrea Zietzschmann den Posten der Intendantin. Die seit 2013 stattfindenden Osterfestspiele im Festspielhaus Baden-Baden wurden von den Berliner Philharmonikern mitaufgebaut; ihr Engagement endet 2025.

### Kirill Petrenko

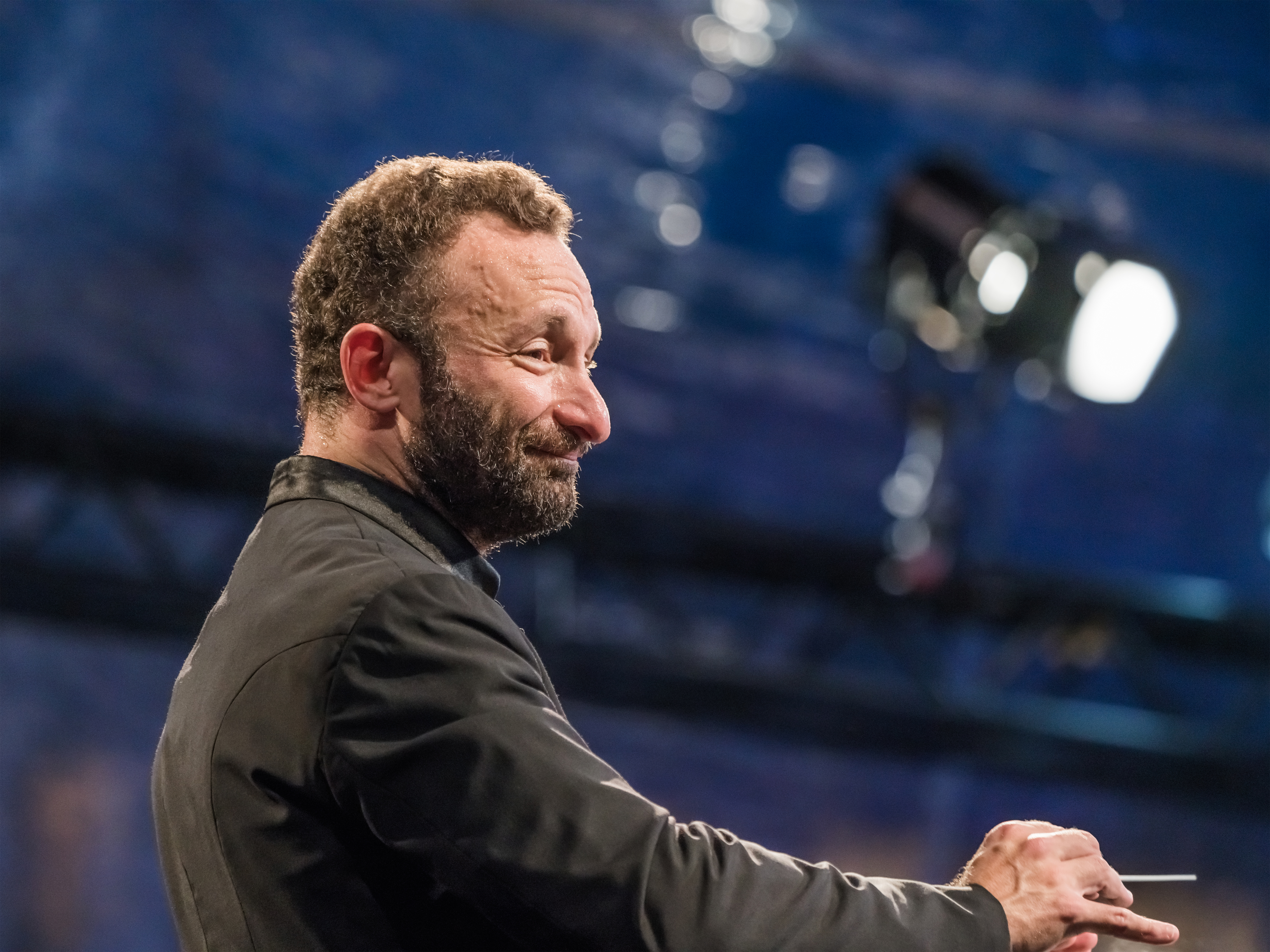
Kirill Petrenko während des Konzerts am Brandenburger Tor am 24. August 2019

Zur Wahl des Nachfolgers von Simon Rattle fand am 11. Mai 2015 eine Art „Konklave“ des Orchesters statt, das elf Stunden dauerte, aber nach ausführlichen Beratungen und mehreren Wahlgängen zu keinem Ergebnis kam. Am 22. Juni 2015 wurde in einer Pressekonferenz bekanntgegeben, dass Kirill Petrenko (* 1972), der bis 2020 noch an der Bayerischen Staatsoper unter Vertrag stand, zum Nachfolger von Simon Rattle gewählt wurde.
Nach seinem ersten Konzert am 23. August 2019 dirigierte Petrenko einen Tag später vor dem Brandenburger Tor die 9. Sinfonie von Beethoven.

## Tontechnik in Aufzeichnungen und Live-Übertragungen
Seit der Ära Karajan nutzen die Berliner Philharmoniker stets die aktuellen Möglichkeiten der Tontechnik aus.
Mit der Digital Concert Hall stellt das Orchester seit 2008 ganze Konzerte in Live-Mitschnitten online zur Verfügung. Dabei sind seit Juli 2014 nicht nur aktuelle, sondern auch aufbereitete historische Aufnahmen, z. B. solche aus der Karajan- und Abbado-Ära, abrufbar. Das Angebot ist kostenpflichtig.
2014 gründete das Orchester sein eigenes Label Berliner Philharmoniker Recordings.

## Auszeichnungen
- 2004: Herbert-von-Karajan-Musikpreis in Baden-Baden
- 2004: Würth-Preis der Jeunesses Musicales Deutschland, für ihr Education-Programm.
- 2007: Karlsmedaille für europäische Medien, für ihren Beitrag zur europäischen Integration.[45]
- 2008: Platz zwei aller Orchester der Welt, nach Befragung von Musikkritikern durch das britische Fachmagazin Gramophone.
- 2007: Benennung als Internationale UNICEF-Botschafter. (Das Orchester ist damit die erste Institution, die diesen Titel trägt.)[46]

Die Aufnahmen des Orchesters haben zahlreiche Preise gewonnen, darunter die folgenden:

### Echo Klassik
- 2003: Chorwerkeinspielung

Simon Rattle: Schönberg, Gurrelieder. Mitwirkende: Rundfunkchor Berlin, MDR-Rundfunkchor Leipzig, Ernst Senff Chor Berlin. Solisten: Karita Mattila (Sopran), Anne Sofie von Otter (Mezzosopran), Thomas Moser, Philip Langridge (Tenor), Thomas Quasthoff (Bassbariton, Sprecher) (EMI, 2002)
- 2006: Musik-DVD Produktion des Jahres

Simon Rattle, Thomas Grube und Enrique Sánchez Lansch (Regie), Uwe Dierks (Produzent): Rhythm Is It! (2005)
- 2006: Sinfonische Einspielung

Claudio Abbado: Mahler, Sinfonie Nr. 6 (DGG, 2005)
- 2012: Sinfonische Einspielung des Jahres (20./21. Jh.)

Simon Rattle: Arnold Schönberg (EMI Classics)
- 2016: Orchester / Ensemble

Simon Rattle: Sibelius, Sinfonien 1–7 (Berliner Philharmoniker Recordings, 2015)

### Grammy Award
- 1970: Beste Opernaufnahme (Best Opera Recording)

Herbert von Karajan: Wagner, Siegfried. Solisten: Helga Dernesch, Gerhard Stolze, Jess Thomas (DGG, 1969)
- 1979: Beste klassische Orchesterdarbietung (Best Orchestral Performance)

Herbert von Karajan: Beethoven, Sinfonien 1–9 (Gesamtaufnahme) (DGG, 1978)
- 1993: Bestes Klassik-Album (Best Classical Album) und Beste Orchesterdarbietung (Best Orchestral Performance)

Leonard Bernstein: Mahler, Sinfonie Nr. 9 (DGG, 1992, Aufnahme 1979)
- 1995: Beste Kammermusik-Darbietung (Best Chamber Music Performance)

Daniel Barenboim: Beethoven / Mozart, Quintette (Chicago-Berlin) Solisten: Dale Clevenger, Larry Combs, Daniele Damiano, Hansjörg Schellenberger (1994)
- 1998: Beste Darbietung eines Kleinensembles (Best Small Ensemble Performance)

Claudio Abbado: Hindemith: Kammermusik Nr. 1 mit Finale 1921, Op. 24 Nr. 1 (mit Mitgliedern der Berliner Philharmoniker) (EMI, 1996)
- 2000: Beste klassische Gesangsdarbietung (Best Classical Vocal Performance)

Claudio Abbado: Mahler: Des Knaben Wunderhorn. Solisten: Anne Sofie von Otter, Thomas Quasthoff (DGG, 1999)
- 2001: Beste Orchesterdarbietung (Best Orchestral Performance)

Simon Rattle: Mahler, Sinfonie Nr. 10, Fassung von Deryck Cooke (EMI, 2000)
- 2007: Beste Soloinstrument-Darbietung mit Orchester (Best Instrumental Soloist(s) Performance With Orchestra)

Antonio Pappano: Rachmaninow, Klavierkonzerte Nr. 1 und 2. Solist: Leif Ove Andsnes (EMI, 2006)

### Zeitschrift „The Gramophone“
- 1981: „Orchesteraufnahme des Jahres“ (Orchestral Record of the Year)

Herbert von Karajan: Mahler, Sinfonie Nr. 9 (DGG, 1980)
- 1984: „Aufnahme des Jahres“ (Record of the Year)

Herbert von Karajan: Mahler, Sinfonie Nr. 9 (DGG, 1984, Live-Aufnahme von 1982)
- 2000: „Orchesteraufnahme des Jahres“ (Orchestral Record of the Year)

Sir Simon Rattle: Mahler, Sinfonie Nr. 10 (EMI, 2000)
- 2004: „Konzert“ (Concerto)

Mariss Jansons: Grieg, Klavierkonzert und Robert Schumann, Klavierkonzert. Solist: Leif Ove Andsnes (EMI, 2004)
- 2006: „Aufnahme des Jahres“ (Record of the Year)

Claudio Abbado: Mahler, Sinfonie Nr. 6 (DGG, 2005)

### „Classical BRIT Awards“
- 2001: Ensemble/Orchestral Album of the Year

Simon Rattle: Mahler, Sinfonie Nr. 10 (EMI, 2000)
- 2003: Ensemble/Orchestral Album of the Year

Simon Rattle: Mahler, Sinfonie Nr. 5 (EMI, 2002)
- 2007: Classical Recording of the Year

Simon Rattle: Holst, The Planets (EMI, 2006)

### „International Classical Music Awards“ (ICMA)
- 2016: Symphonic

Simon Rattle: Jean Sibelius, Sinfonien 1–7 (Berliner Philharmoniker Recordings, 2015)
- 2017: Symphonic

Claudio Abbado: The Last Concert (Berliner Philharmoniker Recordings, 2016)

### Diapason d’or
- 2014: Diapason d’or de l’année 2014

Simon Rattle: Bach, Matthäus-Passion (Berliner Philharmoniker Recordings, 2014)
- 2015: Diapason d’or Arte

Nikolaus Harnoncourt: Franz Schubert (Berliner Philharmoniker Recordings, 2015)
- 2015: Diapason d’or Arte

Simon Rattle: Bach, Johannes-Passion (Berliner Philharmoniker Recordings, 2014)
- 2016: Diapason d’or de l’année 2016

Simon Rattle: Beethoven, Sinfonien 1–9 (Berliner Philharmoniker Recordings, 2016)

### „Timbre de platine“ des Magazins „Opéra International“
- 1987: Riccardo Muti: Mozart, Requiem. Mitwirkende: Rundfunkchor Stockholm, Stockholmer Kammerchor. Solisten: Patrizia Pace (Sopran), Waltraud Meier (Mezzosopran), Frank Lopardo (Tenor), James Morris (Bass) (EMI, 1987)

## Chartplatzierungen

### Alben
| Jahr | Titel                                                                                               | Höchstplatzierung, Gesamtwochen/‑monate, AuszeichnungChartplatzierungen (Jahr, Titel, Platzierungen, Wochen/Monate, Auszeichnungen, Anmerkungen) | Höchstplatzierung, Gesamtwochen/‑monate, AuszeichnungChartplatzierungen (Jahr, Titel, Platzierungen, Wochen/Monate, Auszeichnungen, Anmerkungen) | Höchstplatzierung, Gesamtwochen/‑monate, AuszeichnungChartplatzierungen (Jahr, Titel, Platzierungen, Wochen/Monate, Auszeichnungen, Anmerkungen) | Anmerkungen                                |
| Jahr | Titel                                                                                               | DE | AT | CH | Anmerkungen                                |
| ---- | --------------------------------------------------------------------------------------------------- | --- | --- | --- | ------------------------------------------ |
| 1963 | Beethoven – 9 Symphonien                                                                            | DE21 (1 Mt.)DE | — | — | mit Herbert von Karajan                    |
| 2000 | Moment of Glory                                                                                     | DE3 Gold · (17 Wo.)DE | — | CH48 (8 Wo.)CH | mit Scorpions                              |
| 2003 | Karajan Forever                                                                                     | — | AT54 (4 Wo.)AT | — | mit Herbert von Karajan                    |
| 2005 | Carmina Burana – Carl Orff                                                                          | DE34 (4 Wo.)DE | — | — | mit Simon Rattle                           |
| 2006 | Das Parfum – Die Geschichte eines Mörders                                                           | DE74 (4 Wo.)DE | AT66 (3 Wo.)AT | — | Soundtrack; mit Simon Rattle               |
| 2008 | The Legend                                                                                          | — | AT58 (3 Wo.)AT | — | mit Herbert von Karajan                    |
| 2008 | Mussorgsky: Bilder einer Ausstellung/ Borodin: Sinfonie Nr. 2, Polowetzer Tänze/ Silvesterkonzert 2 | DE93 (1 Wo.)DE | — | — | mit Simon Rattle                           |
| 2008 | Karajan Gold                                                                                        | DE31 (6 Wo.)DE | AT49 (2 Wo.)AT | — | mit Herbert von Karajan                    |
| 2013 | Centenary Edition                                                                                   | DE89 (1 Wo.)DE | — | — |                                            |
| 2013 | Dvořák                                                                                              | DE84 (2 Wo.)DE | — | — | mit Anne-Sophie Mutter & Manfred Honeck    |
| 2022 | John Williams: The Berlin Concert                                                                   | DE1 (16 Wo.)DE | AT32 (1 Wo.)AT | CH23 (3 Wo.)CH | mit John Williams                          |
| 2024 | Richard Strauss                                                                                     | DE89 (1 Wo.)DE | — | — | mit Gundula Janowitz & Herbert von Karajan |
| 2024 | Grieg: Peer Gynt Suiten 1 & 2 – Sigurd Jorsalfar                                                    | DE51 (1 Wo.)DE | — | — | mit Herbert von Karajan                    |
| 2024 | Antonín Dvořák: Aus der neuen Welt – From the New World                                             | DE85 (1 Wo.)DE | — | — | mit Rafael Kubelik                         |
| 2025 | Gustav Mahler: 6. Symphonie                                                                         | DE28 (1 Wo.)DE | — | — | mit Herbert von Karajan                    |
| 2025 | Gustav Mahler: Symphonie No. 5                                                                      | DE90 (1 Wo.)DE | — | — | mit Claudio Abbado                         |

grau schraffiert: keine Chartdaten aus diesem Jahr verfügbar

### Singles
| Jahr | Titel Album     | Höchstplatzierung, Gesamtwochen, AuszeichnungChartplatzierungen (Jahr, Titel, Album, Platzierungen, Wochen, Auszeichnungen, Anmerkungen) | Höchstplatzierung, Gesamtwochen, AuszeichnungChartplatzierungen (Jahr, Titel, Album, Platzierungen, Wochen, Auszeichnungen, Anmerkungen) | Höchstplatzierung, Gesamtwochen, AuszeichnungChartplatzierungen (Jahr, Titel, Album, Platzierungen, Wochen, Auszeichnungen, Anmerkungen) | Anmerkungen   |
| Jahr | Titel Album     | DE | AT | CH | Anmerkungen   |
| ---- | --------------- | --- | --- | --- | ------------- |
| 2000 | Moment of Glory | DE67 (9 Wo.)DE | — | — | mit Scorpions |

## Auszeichnungen für Musikverkäufe
| Silberne Schallplatte - Vereinigtes Königreich - 2013: für das Album Adagio Goldene Schallplatte - Deutschland - 1983: für das Album Hifi Karajan - Finnland - 1982: für das Album Sibelius Finlandia - Schweiz - 2000: für das Album Die Zauberflöte (Mozart) - Vereinigte Staaten - 1977: für das Album Beethoven: The 9 Symphonies |

Anmerkung: Auszeichnungen in Ländern aus den Charttabellen bzw. Chartboxen sind in ebendiesen zu finden.
| Land/RegionAuszeichnungen für Musikverkäufe (Land/Region, Auszeichnungen, Verkäufe, Quellen) | Silber  | Gold     | Platin | Verkäufe | Quellen           |
| -------------------------------------------------------------------------------------------- | ------- | -------- | ------ | -------- | ----------------- |
| Deutschland (BVMI)                                                                           | —       | 2× Gold2 | —      | 400.000  | musikindustrie.de |
| Finnland (IFPI)                                                                              | —       | Gold1    | —      | 25.000   | ifpi.fi           |
| Schweiz (IFPI)                                                                               | —       | Gold1    | —      | 25.000   | hitparade.ch      |
| Vereinigte Staaten (RIAA)                                                                    | —       | Gold1    | —      | 500.000  | riaa.com          |
| Vereinigtes Königreich (BPI)                                                                 | Silber1 | —        | —      | 60.000   | bpi.co.uk         |
| Insgesamt                                                                                    | Silber1 | 5× Gold5 | —      |          |                   |

## Varia
Viele Musiker der Berliner Philharmoniker kümmern sich im Rahmen der Karajan-Akademie um den Orchesternachwuchs.
Aus den Reihen der Berliner Philharmoniker sind einige kammermusikalische Ensembles hervorgegangen wie zum Beispiel Die 12 Cellisten, das Philharmonia Quartett Berlin, das Philharmonische Bläserquintett Berlin oder das Scharoun Ensemble in klassischer Oktettformation (Klarinette, Fagott, Horn, zwei Violinen, Viola, Violoncello und Kontrabass).
Eine Besonderheit ist seit vielen Jahren das Abschlusskonzert jeder Saison. Es findet unter freiem Himmel vor etwa 20.000 Zuhörern in der Berliner Waldbühne statt, wird im Fernsehen übertragen und endet jeweils mit Linckes Berliner Luft (aus Frau Luna).
Seit der Spielzeit 2010/11 werden Konzerte der Berliner Philharmoniker regelmäßig in Kinos in Deutschland und im europäischen Ausland live übertragen.
Loriot alias Vicco von Bülow, der dem Orchester über seinen entfernten Verwandten Hans von Bülow, dem ersten Chefdirigenten, verbunden war, „dirigierte“ die Berliner Philharmoniker bei zwei Gelegenheiten: 1979 anlässlich des Kanzlerfestes sowie 1982 beim humoristischen Festkonzert zum 100. Geburtstag des Orchesters. Für das Scharoun-Ensemble, ein Kammermusik-Ensemble der Berliner Philharmoniker, schuf er ferner seine Erzählfassung von Saint-Saëns’ Karneval der Tiere.

## Filmografie
- Philharmoniker, Musikfilm von Paul Verhoeven (1944)
- The Berlin Philharmonic Story. Die Geschichte eines großen Orchesters. Dokumentarfilm, 2001, 60 Min., Regie: Günter Atteln, Produktion: EuroArts/Naxos
- Rhythm Is It! Dokumentarfilm, 2004, 100 Min., Buch und Regie: Thomas Grube und Enrique Sánchez Lansch
- Die Weltberühmten. 125 Jahre Berliner Philharmoniker. Dokumentation, Regie: Günter Atteln, Produktion: RBB, Erstausstrahlung: 26. August 2007
- Das Reichsorchester. Die Berliner Philharmoniker und der Nationalsozialismus. Dokumentarfilm, 2007, 90 Min., Regie: Enrique Sánchez Lansch, Produktion: Eikon Film (Inhaltsangabe)
- Trip to Asia: The Quest for Harmony. Dokumentarfilm, Feb. 2008, 108 Min., Film von Thomas Grube, Produktion: Boomtownmedia (Film-Website)
- Berliner Philharmoniker in Singapore – A Musical Journey in 3D. Dokumentarfilm, 2011, 105 Min., Regie: Michael Beyer